# Frank Peter Zimmermann
Frank Peter Zimmermann (Duisburg, 27 febbraio 1965) è un violinista tedesco.

## Biografia
Frank Peter Zimmermann ha iniziato a suonare il violino all'età di cinque anni con sua madre, insegnante di violino, e ha dato il suo primo concerto con l’orchestra all’età di 10 anni.
Nel 1976 ha vinto il concorso “Jugend musiziert” e nello stesso anno è diventato allievo di Valery Gradov alla Folkwangschule di Essen. Ha debuttato ufficialmente nel 1981 con i Berliner Philharmoniker nel concerto K 216 di Mozart.
Ha proseguito gli studi sino al 1985 con Saschko Gawriloff e Herman Krebbers. 
Nel 1990 ha vinto il premio internazionale dell’“Accademia musicale chigiana” di Siena. 
Dal 1998 suona abitualmente col pianista Enrico Pace. Collabora con altri strumentisti tra i quali Heinrich Schiff, Piotr Anderszewski e Christian Zacharias.  
Nel 2007 ha fondato un trio d’archi, che porta il nome “Trio Zimmermann”: ne fanno parte Antoine Tamestit alla viola, e Christian Poltéra al violoncello. Ha registrato per EMI Classics i maggiori concerti per violino, oltre a molti importanti lavori per violino solo e per violino e pianoforte. Dopo che il catalogo della Emi Classics è stato ceduto alla Warner Music Group, ha continuato a incidere per la BIS, Decca, Sony e ECM.
Vive a Colonia con la moglie e i due figli. 